# Гореленко, Филипп Данилович
Фили́пп Дани́лович Горе́ленко (14 (25) ноября 1888 — 25 января 1956) — советский военачальник, генерал-лейтенант (4.06.1940), Герой Советского Союза (21.03.1940).

## Биография
Родился в селе Ильинка ныне Кущёвского района Краснодарского края в крестьянской семье.
Служил в Русской императорской армии с 1909 года. Окончил учебную команду Либавского 6-го пехотного полка (1911 год), с этого времени служил и воевал в том же полку. Участвовал в Первой мировой войне. Прапорщик, а по некоторым источникам — поручик. Последняя должность в старой армии — обер-офицер этапной комендатуры 31-го армейского корпуса.
В Красной гвардии с ноября 1917 года, командир отряда в Волочиске. Затем командовал партизанским отрядом. В Красной Армии с ноября 1918 года. Активный участник Гражданской войны в России. Был временным начальником 1-й Стальной стрелковой дивизии в 10-й армии, с января 1919 — командир стрелковой бригады в 4-й стрелковой дивизии, с июня 1919 — помощник инспектора пехоты 10-й армии, с ноября 1919 — командир стрелковой бригады в 39-й стрелковой дивизии, с августа 1920 — командир 2-й железнодорожной бригады Запасной армии Республики. Воевал на Западном, Южном, Юго-Восточном и Кавказском фронтах.
В межвоенный период с февраля 1921 года Ф. Д. Гореленко состоял в распоряжении штаба 11-й армии. С июня 1921 года служил в Северо-Кавказском военном округе: командир 2-й отдельной Дагестанской стрелковой бригады, с сентября 1922 — командир 38-го стрелкового полка 13-й Дагестанской стрелковой дивизии, с февраля 1923 года — командир 25-го стрелкового полка 9-й Донской стрелковой дивизии, с августа 1924 года — помощник командира 84-го стрелкового полка 28-й Горской стрелковой дивизии. В 1923 году окончил Высшую тактическо-стрелковую школу командного состава РККА имени Коминтерна «Выстрел», в 1924 году окончил повторные командные курсы Северо-Кавказского военного округа.
В октябре 1924 года переведён в Московский военный округ на должность помощника командира 42-го стрелкового полка 14-й стрелковой дивизии, с октября 1928 — командир 142-го стрелкового полка 48-й стрелковой дивизии. С 1928 года член ВКП(б).
В 1934 году окончил Военную академию РККА имени М. В. Фрунзе. С ноября 1934 года — помощник командира 55-й Курской стрелковой дивизии Московского военного округа. С июня 1937 года — командир 14-й стрелковой дивизии Ленинградского военного округа. С августа 1939 года — командир 50-го стрелкового корпуса 7-й армии Ленинградского военного округа.
С 11 ноября 1939 года корпус участвовал в советско-финской войне. Корпус действовал на западной и восточной частях Карельского перешейка, наступал по западному побережью Ладожского озера. В середине декабря 1939 года вновь был переброшен в западную часть перешейка, на направление основного удара 7-й армии. В феврале 1940 года части корпуса прорвали «линию Маннергейма» и совместно с 34-м стрелковым корпусом и армейскими частями овладели городом Выборг.
За умелое руководство корпусом и личное мужество указом Президиума Верховного Совета СССР от 21 марта 1940 года комкору Ф. Д. Гореленко присвоено звание Героя Советского Союза с вручением ордена Ленина и медали «Золотая Звезда» (№ 149). Он стал единственным из командиров корпусов, удостоенным этого звания по итогам данной войны.
С июля 1940 года — заместитель командующего войсками Ленинградского военного округа. С 28 января 1941 года Ф. Д. Гореленко — командующий 7-й отдельной армией в Ленинградском военном округе.
С начала Великой Отечественной войны в той же должности. С 1 июля 1941 года войска армии в составе Северного, а затем Карельского фронтов вели оборонительные бои против финских войск в Карелии. Левофланговые соединения армии, развернутые на широком фронте, были вынуждены отходить под ударами превосходящих сил противника к рубежу реки Свирь между Ладожским и Онежским озёрами. 24 сентября 1941 года после форсирования реки частями противника, Ф. Д. Гореленко «как не справившийся с командованием 7-й армией» с должности снят и назначен заместителем командующего этой же армией. 25 сентября 1941 года армия переименована в 7-ю отдельную с непосредственным подчинением Ставке ВГК. Командующий армией К. А. Мерецков так отзывался о Ф. Д. Гореленко: «Я ценил в нём не только хорошего военачальника, но и умного человека, с лёгкой хитрецой, очень расчётливого и храброго». С 9 ноября 1941 года — вновь командующий 7-й армией. С 4 июля 1942 года и до конца войны Ф. Д. Гореленко — командующий 32-й армией Карельского фронта, войска которой до конца мая 1944 года обороняли рубежи на медвежьегорском и массельском направлениях. В июне — начале августа армия участвовала в Свирско-Петрозаводской наступательной операции. Ф. Д. Гореленко умело командовал войсками армии при прорыве обороны Массельской оперативной группы финских войск, освобождении совместно с соединениями 7-й армии и десантом, высаженным Онежской военной флотилией, города Петрозаводск. 27 июля 1944 года в районе восточнее населённого пункта Лонгонвара 32-я армия первой из войск Карельского фронта вышла на государственную границу СССР и Финляндии. В этой операции Ф. Д. Гореленко проявил твёрдость и решительность в управлении войсками армии при прорыве мощной обороны противника с форсированием водных преград в сложных условиях местности, крайне ограничивающей использование танковых войск. Операция 32-й армии характеризовалась тесным взаимодействием её войск с военной флотилией.
В ноябре 1944 года 32-я армия была выведена в резерв Ставки ВГК, а в августе её управление расформировано.
После войны, с декабря 1945 года Ф. Д. Гореленко — помощник командующего войсками Беломорского военного округа. С ноября 1949 года — председатель республиканского комитета ДОСАРМ Карело-Финской ССР. Избирался депутатом Верховного Совета Карело-Финской ССР I—III созывов (1947—1956).
C 1951 года — в отставке. Скончался 25 января 1956 года в Ленинграде, похоронен на Богословском кладбище города.

## Награды
- Три ордена Ленина (15.01.1940, 21.03.1940, 21.02.1945[5])
- Четыре ордена Красного Знамени (20.02.1928[6], 22.02.1938, 03.11.1944[5], 24.06.1948[5])
- Орден Кутузова I степени (21.07.1944)
- Медаль «За оборону Советского Заполярья»
- Ряд других медалей СССР

## Память
- Имя Ф. Д. Гореленко носит Суоярвская школа (город Суоярви, Республика Карелия), в здании которой летом 1941 года находился штаб 7-й армии.
- Именем Генерала Гореленко названы улицы в Петрозаводске и в хуторе Осенний Ильинского сельского поселения Кущевского района Краснодарского края.

## Воинские звания
- младший унтер-офицер (1911)
- старший унтер-офицер (1913)
- фельдфебель (1915)
- подпрапорщик (1916)
- прапорщик (1917)
- Комбриг (29.11.1935)
- Комдив (4.11.1939)
- Комкор (21.03.1940)
- Генерал-лейтенант (4.06.1940)